# Говерла
Говерла (укр. Говерла [Hoverla], рус.  [Goverla], рум. Hovârla, чеш. и слч. Hoverla, пољ. Howerla) је највећа планина у Украјини, висине 2061 метара, која је део Карпатског планинског масива. Планина је дио Источних Бескида и черногорског региона. Налази се у западној Украјини на граници између Закарпатске области и Ивано-Франкивске области, око 17 km према граници са Румунијом. Западни дио планине се спаја са Карпатским резерватом биосфере (укр. Карпатський біосферний заповідник) а источни са Карпатским нациналним парком природе (укр. Карпатський національний природний парк).
Планинске падине су прекривене шумама букве и смреке изнад којих се налази појас субалпских ливада које се на украјинском називају полонина (укр. полонина [polonyna]). На источним падинама извире ријека Прут, притока Дунава. Име планине је мађарског поријекла и значи „сњежна планина”. Говерла се састоји од седиментних стијена и пјешчара.

## Историја
Од пада комунистичког режима у источној Европи, када су границе постале отвореније, цијело ово подручје највишег дијела украјинских Карпата привачи пажњу, не само украјинских туриста већ и туриста из Пољске, Чешке, Словачке и других земаља. Главни дио гребена Источних Карпата, који укључује Говерлу је кориштена као међународна граница. Све до краја Првог свјетског рата, одваја Галицију и Краљевину Угарску. Након Другог светског рата границе су остале исте али су се државе промијениле, читаво подручје садашње западне Украјине је подијељено између Пољске (источно) и Чехословачке (западно). 1938 и 1939. године западни дио је повратила Мађарска све до краја Другог свјетског рата, када је комплетан регион припао Совјетском Савезу. Када се Совјетски Савез распао, читав регион је припао независној Украјини. На стара времена подсјећају само остаци гранитних граничних караула и остацима Пољске астрономске опсерваторије.

## Туризам
Датум првог успона на Говерлу је непознат. Крајем 19 вијека планина је постала значајна туристичка атракција, нарочито међу туристима из околних градова Галиције. Године 1880. Леополд Вајгел је означио прву туристичку руту између врха Говерла и Красни Лух. Следеће године је основано прво туристичко склониште.
Врло стрме падине Говерле су изазов, али привлаче хиљаде аматера сваке године и веома су популарна планинарска дестинација. Кад је добра видљивост може се видјети, на сјеверу градови Ивано-Франковск, Сниатин, Коломија, а на југу град Сигету Мармацјеј у Румунији. Са врха Говерле је јасно видљив планински масив Черногоре са врхом Петрос (2.020 m), који се југоисточно протеже са низом врхова. Кад је ведар дан може се видјети и врх Поп Иван са опсерваторијом Бијели Слон (укр. Білий слон). На југозападу су Марамурешке планине које формирају границу Румуније и Украјине. У подножју планине је један од извора ријеке Прут и недалеко од извора каскада водопада висине око 80 метара.
На врху Говерле се налази бетонски стуб са Украјинским националним симболом, грбом Украјине.

## Галерија
- Четинарске шуме према врху Говерле
- Успињање на врх Говерле
- Пејзаж са врха Говерле
- Падина Говерле.